# Alaga (Einheit)
Alaga war ein mongolisches Volumenmaß.
- 1 Alaga = 0,165 Liter
- 10 Alaga = 1 Shin
- 100 Alaga = 1 Du/Togo = 1⁄10 Dan